# Verbascum durmitoreum
Verbascum durmitoreum är en flenörtsväxtart som beskrevs av Josef Joseph Rohlena. Verbascum durmitoreum ingår i släktet kungsljus, och familjen flenörtsväxter. Inga underarter finns listade i Catalogue of Life.